# Jenisejiska språk
Jenisejiska språk är en språkfamilj som har sin utbredning i området kring Jenisej och dess biflöden i centrala Sibirien. Det idag enda levande språket i språkfamiljen är ketiska som har färre än 200 modersmålstalare.

## Bakgrund
De första ryssarna kom till Jenisej-området under 1600-talets första årtionde. Jenisejiska språk dokumenterades för första gången av den svenske officeren Philip Johan von Strahlenberg som hade hamnat i rysk fångenskap efter slaget vid Poltava 1709. Han lät trycka de första jenisejiska orden på ariniska och kottiska. Botanikern Daniel Gottlieb Messerschmidt var den förste att samla in data om ketiska på 1720-talet. Den finske lingvisten Matthias Alexander Castrén var den förste att systematiskt samla in data från ketiska, yughiska och kottiska. Hans mål var att beskriva språkens struktur. Han sammanställde grammatikor för "jenisej-ostjakiska" och kottiska.
Jenisejiska språk kan ha blivit dokumenterade före den ryska statens etablerande i området. Stamfederationen Xiongnu var ett imperium i Centralasien och norra Kina omkring århundradena vid Kristi födelse. Enligt en teori var ett av dess språk jenisejiskt, men avgörande bevis saknas.

## Familjeindelning
Det idag enda levande språket i språkfamiljen är ketiska. Alla andra språk är utdöda. Språkfamiljen består av språken ketiska, yughiska, kottiska, ariniska, assaniska och pumpokoliska. Av de utdöda språken är yughiska väl beskrivet och kottiska väl belagt. För de övriga språken finns det fragmentariska ordlistor.
Yughiska är närmast besläktat med ketiska. Keter och yugher har refererats till som jenisej-ostjaker. En äldre benämning på keter är imbat-keter. Yugher har tidigare refererats till som sym-keter efter floden Sym. Yughiska har ibland omskrivits som en dialekt av ketiska, men den sista talaren av yughiska rapporterades inte kunna förstå ketiska. De sista talarna av yughiska dog ut på 1980-talet.
Kottiska beskrevs av den finländske lingvisten M.A. Castrén i mitten av 1800-talet. Han arbetade med fem modersmålstalare som antagligen var de sista. Skillnaderna mellan assaniska och kottiska bedöms utifrån insamlade ordlistor vara små. Kottiska och assaniska ses därför som en egen undergrupp. På 1730-talet rapporterades antalet modersmålstalare vara tre till antalet. Ariniska dog ut på 1700-talet och omkring 400 ord har bevarats på det språket. Pumpokol var ursprungligen en stad och distrikt vid floden Ket. En lista på ungefär 60 ord från området har fått beteckningen pumpokol. Dessa ord är tydligt jenisejiska, men har inte kunnat kopplas ihop med andra språk i språkfamiljen.
Ketiska och yughiska är nära besläktade och formar en nordlig grupp. Likaså kan kottiska och assaniska sammanföras i en "assanikisk" grupp. Ariniska verkar vara närmare släkt med kottiska och assaniska och skulle i så fall kunna sammanlänkas i en sydlig grupp. Pumpokoliska förefaller inta en mellanställning mellan nordliga och sydliga jenisejiska språk, vilket åskådliggörs i tabellen nedan.
| Urjenisejiska      | Urjenisejiska      | Urjenisejiska   | Urjenisejiska  | Urjenisejiska  | Urjenisejiska  | Urjenisejiska  |
| ------------------ | ------------------ | --------------- | -------------- | -------------- | -------------- | -------------- |
| Nordjenisejiska    | Nordjenisejiska    | Nordjenisejiska | Sydjenisejiska | Sydjenisejiska | Sydjenisejiska | Sydjenisejiska |
| Jenisej-ostjakiska | Jenisej-ostjakiska | Pumpokoliska    | Pumpokoliska   | Assanikiska    | Assanikiska    | Ariniska       |
| Ketiska            | Yughiska           | Pumpokoliska    | Pumpokoliska   | Kottiska       | Assaniska      | Ariniska       |

## Släktdrag
Jenisejiska språk har toner, vilket skiljer de från de omgivande språken. Språken är agglutinerande med suffix, prefix och infix. Trots att de jenisejiska språken har väl utvecklad morfologi är gränsen mellan ordklasserna otydlig. Det är mycket vanligt att substantiv, adjektiv och infinita verb har samma form. Till exempel betyder i'l både sång (substantiv), sjunga (verb) och sjungande (adjektiv). Substantiv i jenisejiska språk delas in efter tre genus: maskulinum, femininum och neutrum. Maskulinum och femininum betecknar levande substantiv och neutrum icke-levande. I singular uppför sig feminina substantiv som neutrala. I plural bildar levande substantiv en klass och icke-levande en annan.
Tabellen nedan jämför några substantiv på de olika jenisejiska språken.
| Ord      | Språk   | Språk    | Språk    | Språk    | Språk     | Språk        |
| -------- | ------- | -------- | -------- | -------- | --------- | ------------ |
|          | ketiska | yughiska | kottiska | ariniska | assaniska | pumpokoliska |
| svart    | tūm     | tūm      | tʰuma    | t́uma     | tuma      | tuma         |
| snö      | tīk     | tīk      | tʰīk     | tē/t́e    | tik       | tɨg          |
| ekorre   | saʔq    | saʔx     | šaga     | sava     | šaga      | tak          |
| gädda    | qùd     | xùd      | huja     | quj      | huja      | kod́u         |
| vatten   | ūĺ      | ūr       | ul       | kul      | ul        | ul           |
| inte     | bén     | bén      | mon      | bon      | mon/bon   | bejsem       |
| öga      | dēś     | dēś      | tīš      | tīš      | teš/tiš   | dat          |
| varg     | qɯ̄t     | xɯ̄t      |          | qut/kūt  |           | xotu         |
| människa | kɛʔd    | kɛʔd     | hit      | ḱit/qit  | hit/hɨt   | kit          |
| sol      | ī       | ī        | ēga      | éga/éja  | ö́ga, éga  | hixem        |

## Släktskap
Lingvister har länge försökt visa att de jenisejiska språken är genetiskt relaterade till andra språkfamiljer. Försök att sammanföra de jenisejiska språken med sinotibetanska språk, nordkaukasiska språk, baskiska och burushaski har gjorts. Språkfamiljen har också kopplats samman med sumeriska, indoeuropeiska språk och kartvelska språk.
I över 100 år har försök gjorts att föra samman den nordamerikanska språkfamiljen na-dene med den jenisejiska in i den föreslagna språkfamiljen dené–jenisejiska. Men det är först under de senaste åren som bevisföringen för den föreslagna språkfamiljen har blivit starkare. Resultaten har med försiktighet mottagits positivt.

## Demografi
Antalet keter med ketisk identitet förefaller vara ganska konstant, men antalet som har ketiska som modersmål minskar. På 1830-talet fanns det 904 talare av jenisej-ostjakiska. År 1859 hade den siffran stigit till 1072 för att år 1897 falla till 982 personer. År 1979 rapporterades 885 personer ha ketiska som modersmål. I början av 1990-talet fanns det 864 personer med ketisk identitet. Av dessa levde 454 keter i byar med ketisk majoritet. Av alla keter uppger 21,9 procent att de behärskar ketiska flytande. Språket är starkt hotat och undergår en accelererande nedgång i antalet modersmålstalare. I undersökning år 2001 uppgav 0 procent i åldrarna 0-19 att de kunde ketiska flytande. I kategorin 70+ uppgav 88,2 procent av keterna att de kunde språket flytande.